# Keegan Ritchie
Keegan Ritchie (* 3. července 1990, Alberton) je fotbalový obránce z Jihoafrické republiky, v současnosti působí v jihoafrickém klubu Kaizer Chiefs FC.

## Klubová kariéra
Svoji fotbalovou kariéru začal v Robertsham Callies, odkud v průběhu mládeže zamířil do Balfour Park a následně do SuperSport United F.C., Lusitano F.C. a Moroka Swallows FC. V týmu se propracoval do prvního mužstva. V roce 2011 přestoupil do Kaizer Chiefs FC.

### SK Slavia Praha
V zimní ligové přestávce sezony 2013/14 se o něj intenzivně zajímal klub SK Slavia Praha. Začátkem února podepsal smlouvu se Slavií Praha na 4½ roku. Debut v Gambrinus lize zažil 10. března 2014 v utkání proti domácímu týmu FK Teplice, Slavia podlehla 0:1 gólem Jana Hoška v závěru střetnutí. Ritchie nastoupil v základní sestavě a odehrál kompletní počet minut. Po nevydařené sezoně 2013/14 v mužstvu skončil.

### Bloemfontein Celtic FC
V červnu 2014 se stal hráčem Bloemfontein Celtic FC, kde odehrál necelou sezónu.

### Kaizer Chiefs FC
V létě 2015 se opět vrátil do Kaizer Chiefs FC.